# Steve Penny
Steve Penny foi o presidente da U.S Gymnastics, eleito em 2005. 
Membro da federação desde 1999, foi o responsável por mudanças no planejamento da associação. Entre seus objetivos estão as melhorias das distribuições da renda e as arrecadações de recursos para os ginastas e seus treinadores, desde o nível mais básico ao considerado de elite - aquele que disputa Jogos Olímpicos -, e o de conquistar medalhas no quadro internacional. Antes de tornar-se presidente da federação, foi vice-e relações-públicas entre a entidade e o Comitê Olímpico dos Estados Unidos. Administrador esportivo por mais de vinte anos, graduou-se pela Universidade de Washington e engajou-se com diversas modalidades antes de chegar à presidência da entidade. Demitiu-se em 2017 após a polémica do caso de Larry Nassar. Penny ocultou queixas e acusações de abuso sexual feito por Nassar às ginastas. 